# Comrades In Dreams – Leinwandfieber
Comrades In Dreams ist ein deutscher Dokumentarfilm von Uli Gaulke aus dem Jahr 2006. Die Parallelmontage porträtiert vier kleine Kinobetreiber in vier unterschiedlichen Ländern der Welt: Burkina Faso, Indien, USA und Nordkorea.

## Inhalt

### Indien
Anup Jagdale tingelt mit seiner LKW-Kolonne durch das abgelegene indische Land und bietet dort den in unterentwickelten Verhältnissen lebenden Menschen Kinofilme im Zelt. Obwohl der 25-jährige Inder ursprünglich BWL studiert hat und ihn sein Vater von dem von ihm gegründeten Zeltkinobetrieb aus gesundheitlichen Gründen abgeraten hat, entschied sich Anup dennoch für das anstrengende Zeltkinogeschäft. Das läuft so erfolgreich, dass seine Filmvorführungen zu dramatischen Massenevents werden und sich Bollywood-Stars zur Promotion mit Autogrammstunde einfinden. Bei seiner vielen Arbeit bleibt Anup allerdings kaum Zeit, eine zu seinem Arbeitsleben passende Frau zu finden, weswegen er die Suche seiner Schwägerin und seinem Bruder überlässt; denn eine Liebesheirat kommt für ihn nicht in Frage.

### Afrika
In Ouagadougou, der Hauptstadt Burkina Fasos, haben die drei Jungunternehmer Lassane, Luc und Zakaria ein Freiluftkino zum Betrieb angemietet. Die Geschäftsherausforderungen der Kinobetreiber liegen hauptsächlich darin, die richtigen Filmrollen zu beschaffen und die Leute der Stadt, die oftmals wenig Geld für Kino haben, in ihre Vorführungen zu locken; unter anderem durch sehr verhandelbare Eintrittspreise. Das große Ziel ist, irgendwann ein eigenes, etabliertes Lichtspielhaus in der Stadt zu besitzen. Skeptisch dagegen sehen die Ehefrauen die Ambitionen ihrer Männer, da diese jetzt schon fast nie lebhaft zu Hause anzutreffen sind.

### USA
Big Piney im US-Bundesstaat Wyoming: Der Betrieb und das Leben im „Flick“-Dorfkino sind für Penny Tefertiller zum Lebensinhalt geworden. Nach Job und Erziehung ihrer Kinder, von denen sie gerne mehr gehabt hätte, ist Penny nun Filmvorführerin, Programmansagerin und Kassiererin in einem – ehrenamtlich. Weil ihr aber im verschlafenen Provinzort viel Beschäftigung gut tut, gibt die im Leben nicht immer glückliche Frau auch noch Kirchenunterricht und fährt zu Oldtimertreffen.

### Nordkorea
Han Hong Sil hat in Chongsan-Ri, Nordkorea, die wichtige Staatsaufgabe zu erfüllen, die Landarbeiterschaft nach Feierabend mit Filmen zu versorgen. Diese sind aber keineswegs nur zur Unterhaltung gedacht: Sie sollen die volkswirtschaftliche Produktivität steigern und das Leben in der kommunistischen Diktatur preisen. Dafür setzt sich die selbst Spionagefilme liebende Genossin und ihr Kinokollege seit einem gefühlten halben Leben ein. Auf ihren weit entfernten, zum Gedenken an der Großen Führer Kim Il Sung arbeitenden Mann muss Han Hong Sil allerdings verzichten.

## Hintergrund
Uli Gaulke war selbst als kleiner Kinobetreiber im gerade wiedervereinigten Berlin aktiv und erlebte den harten Überlebenskampf im Kinogeschäft. Auch aufgrund dieses Hintergrunds sieht er eine Verbindung zwischen ihm und den Protagonisten aus Comrades In Dreams: „Es ist für mich ein Traum, Kino zu machen, weil Kino die Leute träumen lässt. Im Film habe ich vier Kameraden gefunden, die diesen Traum mit mir teilen.“

Die Dreharbeiten an den Orten zu Comrades In Dreams brachten einige Schwierigkeiten mit sich. Da war die Sprachbarriere in Afrika, Indien und Nordkorea, die durch Dolmetscher überwunden werden musste. Das verbale Nichtverstehen bot für Regisseur Uli Gaulke andererseits auch den filmischen Vorteil, besser die (nonverbale) für ihn wichtigere Bildsprache fokussieren zu können. Ein anderes Problem zeigte sich beim indischen Protagonisten: Anup neigte zur Selbstinszenierung. Unter anderem wünschte er sich immer wieder Porträtaufnahmen seiner Person. Um dem Wahrhaftigkeitsanspruch von Dokumentarfilmen gerecht zu werden, ist ein solcher Umstand nur und gerade durch dessen Vergegenständlichung zu lösen. Besonders schwierig waren außerdem die Dreharbeiten in der kommunistischen Diktatur Nordkorea: Alle Aufnahmen wurden seitens der Behörden kontrolliert und erst freigegeben. Das Filmteam wurde während der Arbeit ständig von „Staatswächtern“ begleitet, die auch immer wieder die Protagonistin zu ihren Äußerungen vor der Kamera instruierten.

## Kritik
Comrades In Dreams wurde von der Filmbewertungsstelle mit dem Prädikat besonders wertvoll ausgezeichnet. „Wer Kino liebt, wird diesen Film lieben“, schreibt Der Spiegel. Bild findet den Film „erst amüsant, dann rührend, aber durchgehend erstaunlich.“

## Versionen
Auf der internationalen DVD-Version von Comrades In Dreams befinden sich als Bonusmaterial das Making-of, ein Audio-Kommentar des Regisseurs Uli Gaulke sowie Outtakes (10 Minuten) und eine Diashow.